# Torres-Straße
Die Torres-Straße (auch Straße von Torres; englisch Torres Strait) ist eine rund 150 Kilometer breite Meerenge zwischen der nordostaustralischen Halbinsel Cape York und der Südküste von Neuguinea, genauer der Western Province des Staates Papua-Neuguinea.

## Geographie

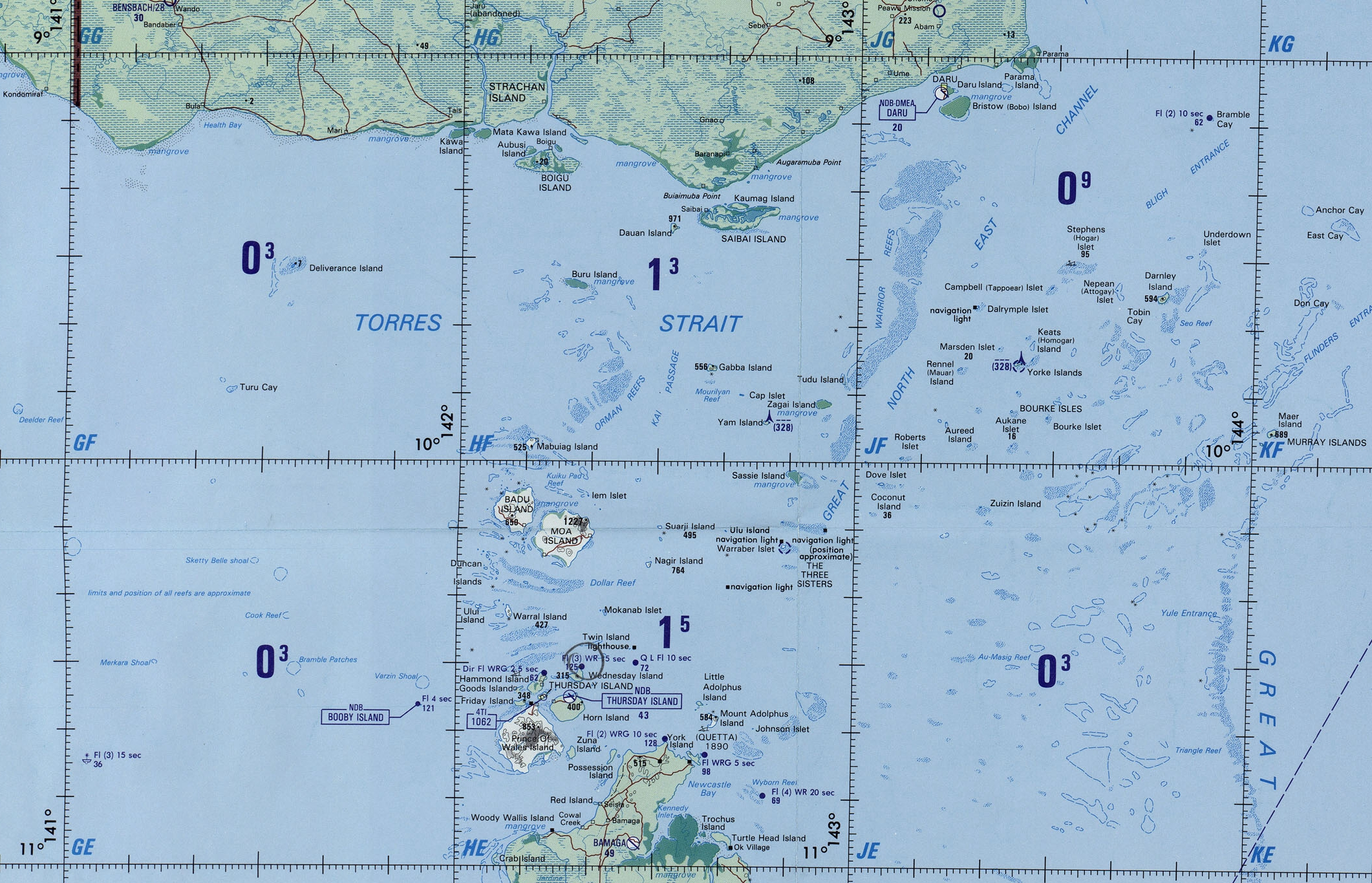
Karte der Torres-Straße

Die Torres-Straße weist über große Flächen Tiefen von sechs bis neun Metern auf. Sie ist von Korallenriffen, Klippen, Sandbänken und Inseln durchsetzt. Der östliche und westliche Eingang in die Meeresstraße sind derart durch Klippen versperrt, dass nur schmale Durchfahrten übrig bleiben. Entlang der schiffbaren Routen erreicht die Meerenge Tiefen bis zu 25 Metern.
Die Endeavour-Straße trägt diesen Namen seit 1770; sie verläuft ganz im Süden der Torres-Straße zwischen der Prince-of-Wales-Insel und dem Festland. Sicherer für die Schifffahrt ist der 1803 von Matthew Flinders entdeckte Kanal nördlich der Prince-of-Wales-Insel.
Auf der Ostseite liegt das Great Barrier Reef. Westlich der Torres-Straße liegt die Arafurasee und südlich davon der Golf von Carpentaria, der selbst nur Tiefen bis zu 53 Metern erreicht.

## Geschichte
Der erste Europäer, der die Meeresstraße durchfuhr, war der Spanier Luiz Váez de Torres im Jahre 1606. Seine gesammelten Berichte wurden lange Zeit von den spanischen Kolonialherren geheim gehalten, bis die Engländer nach der Eroberung Manilas 1762 diese erbeuteten. Der schottische Geograph Alexander Dalrymple erkannte die Bedeutung der Dokumente und veröffentlichte Torres’ Entdeckung in seinem Werk über die Südseeerkundungen.
Sechs Monate vor Torres kreuzte der Niederländer Willem Jansz mit seinem Schiff Duyfken in den Gewässern westlich der Torresstraße. Er glaubte aber, dass die Gebiete in Australien, wo er gelandet war, zu Neuguinea gehörten. Als Nächster erkundete Jan Carstenszoon 1623 die Gewässer westlich der Torres-Straße. Seine Aufgabe war es, Jansz’ Berichte zu bestätigen. Die Durchfahrt durch die Passage gelang ihm nicht. Die Niederländische Ostindien-Kompanie beauftragte 1644 Abel Tasman mit einer weiteren Expedition, um die Frage zu klären, ob Neuguinea und Australien eine zusammenhängende Landmasse bildeten. Tasman schaffte es wie seine Landsleute nicht, die Meeresenge zu passieren. Für über ein Jahrhundert blieb die Frage ungeklärt. Erst Dalrymples Veröffentlichung ermöglichte es James Cook, im Rahmen seiner ersten Südseereise die Suche nach einer Durchfahrt genau zu planen. Er passierte 1770 die Torres-Straße im südlichen Teil und taufte die Meerenge nach seinem eigenen Schiff Endeavour-Straße.
Die Passage der Torres-Straße galt noch Ende des 19. Jahrhunderts als so schwierig, dass Versicherungsgesellschaften passierende Schiffe von allen Versicherungsleistungen ausschlossen. So rammte am 28. Februar 1890 das britische Passagier- und Frachtschiff Quetta einen unverzeichneten Unterwasserfelsen, der es innerhalb weniger Minuten sinken ließ. 134 der 292 Menschen an Bord starben, es gilt bis heute als das schwerste Schiffsunglück von Queensland.

## Torres-Strait-Inseln
Die Inseln in der Torres-Straße gehören größtenteils zum australischen Bundesstaat Queensland. Sie erstrecken sich über ein Gebiet von etwa 48.000 Quadratkilometern. Von den ca. 270 Inseln sind nur 17 bewohnt. Die Ureinwohner, die Torres-Strait-Insulaner, stammten von den Melanesiern ab, die die Inselgruppe vor etwa 5000 Jahren von Papua-Neuguinea aus besiedelten.